# Come On and Do It (Saturday Night Life)
Come On and Do it (Saturday Night Life) è un singolo del cantante musica dance italiano Billy More, pubblicato nel 2001.
Il singolo è stato pubblicato da diverse etichette discografiche: dalla Zeitgeist in Germania, dalla Time in Italia, dalla VMP International Pte. Ltd. a Singapore e dalla Tempo Music in Spagna.

## Tracce
CD Maxi (Zeitgeist 587 136-2)
1. Come On and Do it (Saturday Night Life) (Original Radio Mix) - 3:10
2. Come On and Do it (Saturday Night Life) (Original Extended Mix) - 5:24
3. Come On and Do it (Saturday Night Life) (Mario Lopez vs Sacha de Vries Remix) - 6:57
4. Come On and Do it (Saturday Night Life) (Woody Van Eyden Italien Revenge Mix) - 6:28
5. Come On and Do it (Saturday Night Life) (Global Brothers Extended Mix) - 6:28
6. Come On and Do it (Saturday Night Life) (Global Brothers Rub Mix) - 6:28
7. Come On and Do it (Saturday Night Life) (Three Steps Mix) - 4:47

## Classifiche
| Paese    | Posizione massima |
| -------- | ----------------- |
| Austria  | 66                |
| Germania | 82                |
| Italia   | 41                |